# ファミえん
ファミえん（FAMIEN）は、女性アイドルグループ私立恵比寿中学が夏に開催している野外ライブ。「エビ中 夏のファミリー遠足 略してファミえん」としても知られる。
ファミえんに合わせてリリースされたEPや、ファミえんベスト曲集『FAMIEN'21 L.P.』についても記載する。

## 概要
「ファミえん（エビ中 夏のファミリー遠足 略してファミえん）」は、私立恵比寿中学（えびちゅう・エビ中）が2013年から夏休みに開催している野外ライブ。
ファミえんの魅力について、エビ中メンバーの真山りかは「圧倒的に。"夏だー！"という解放感と、"野外だー！ お祭りだー！"という解放感と、両方の突き抜けて楽しい感じがエビ中のライヴの中でも特にあります。」とコメントしている。安本彩花は2016年に「私は変わらないエビ中と変わっていくエビ中が2つ見られるのが「ファミえん」の魅力だと思っていて。「ファミえん」はお祭り騒ぎだから、メンバーはめっちゃ素で楽しんでるの。毎年毎年水かかってさ、子供みたいに大騒ぎではしゃいでさ。でも1年の成長って大きいから、少しずつだけど大人へと変わっていく一面もあって。大人になりたいけど、まだまだ子供でいる葛藤とか、その葛藤をすごく楽しんでいるのがエビ中の魅力だなって私は思っていて、その魅力が一番味わえるのが「ファミえん」だなと思うんです。だから来年も、再来年も、大きくなったエビ中の魅力を「ファミえん」でいっぱい伝えていけたらいいなと思います！」と終盤のあいさつで語っている。
| 開催日                                  | タイトル                                                                 | 会場                                         | テーマソング               | 開演時間    | 開演時の天候                        |
| --------------------------------------- | ------------------------------------------------------------------------ | -------------------------------------------- | -------------------------- | ----------- | ----------------------------------- |
| 2013年7月28日（日）                     | エビ中 夏のファミリー遠足 略してファミえん in 河口湖2013                 | 山梨・河口湖ステラシアター                   | 誘惑したいや               | 17:00       | 曇・23.6℃（河口湖）                 |
| 2014年8月02日（土）                     | エビ中 夏のファミリー遠足 略してファミえん in 山中湖2014                 | 山梨・山中湖交流プラザ きらら シアターひびき | ラブリースマイリーベイビー | 17:00       | 曇・24.5℃（山中）                   |
| 2015年8月22日（土）                     | エビ中 夏のファミリー遠足 略してファミえん in 長岡 2015                  | 新潟・国営越後丘陵公園 野外特設ステージ      | ナチュメロらんでぶー       | 16:00       | 曇・26.5℃（長岡）                   |
| 2016年8月20日（土）                     | エビ中 夏のファミリー遠足 略してファミえん in 富士急 2016                | 山梨・富士急ハイランド コニファーフォレスト  | summer dejavu              | 16:30       | 雨・23.4℃（河口湖）                 |
| 2017年8月26日（土）                     | エビ中 夏のファミリー遠足 略してファミえん in モリコロパーク 2017        | 愛知・愛・地球博記念公園（モリコロパーク）   | HOT UP!!!                  | 16:00       | 晴・29.0℃（名古屋）                 |
| 2018年8月18日（土） 2018年8月19日（日） | エビ中 夏のファミリー遠足 略してファミえん in 山中湖 2018                | 山梨・山中湖交流プラザ きらら シアターひびき | イート・ザ・大目玉 朝顔    | 17:30 13:30 | 曇・17.6℃（山中） 晴・21.0℃（山中） |
| 2019年8月17日（土）                     | エビ中 夏のファミリー遠足 略してファミえん 令和元年 in 山中湖            | 山梨・山中湖交流プラザ きらら シアターひびき | 青い青い星の名前           | 17:00       | 曇・26.2℃（山中）                   |
| 2020年8月23日（日）                     | （エビ中 夏のファミリー遠足 略してファミえん 2020）                      | 神奈川・横浜赤レンガパーク特設会場           | 23回目のサマーナイト       | 開催中止    | 曇・26.0℃（横浜）                   |
| 2021年8月21日（土） 2021年8月22日（日） | （みらいに響け、みなとのPLAYGROUND こと ファミえん2021 in 赤レンガ倉庫） | 神奈川・横浜赤レンガパーク特設会場           | イヤフォン・ライオット     | 開催中止    | 曇・27.5℃（横浜） 晴・29.8℃（横浜） |
| 2022年8月6日（土） 2022年8月7日（日）   | エビ中 夏のファミリー遠足 略してファミえん in 山中湖 2022                | 山梨・山中湖交流プラザ きらら シアターひびき |                            | 16:30 12:30 | 曇・22.2℃（山中） 曇・25.3℃（山中） |
| 2023年8月5日（土） 2023年8月6日（日）   | エビ中 夏のファミリー遠足 略してファミえん in 山中湖 2023                | 山梨・山中湖交流プラザ きらら シアターひびき | Summer Glitter             | 16:30 12:30 | 晴・26.1℃（山中） 曇・22.9℃（山中） |
| 2024年8月17日（土） 2024年8月18日（日） | えびちゅう 夏のファミリー遠足 略してファミえん in 山中湖2024             | 山梨・山中湖交流プラザ きらら シアターひびき | いろはにODORYANSE          | 16:30 12:30 | 晴・25.6℃（山中） 晴・27.9℃（山中） |
| 2025年8月16日（土） 2025年8月17日（日） | FAMIEN 2025                                                              | 山梨・山中湖交流プラザ きらら シアターひびき |                            | 16:30 12:30 |                                     |

| タイトル         | 発売日        | 収録曲（太字は新曲） |
| ---------------- | ------------- | --- |
| FAMIEN'15 e.p.   | 2015年8月05日 | 1. ナチュメロらんでぶー 2. 夏だぜジョニー 3. ご存知！エビ中音頭 (DE DE MOUSE 平成27年版 Remix) 4. いい湯かな？ (DJ YOGURT Chill Out Jazz Remix) |
| FAMIEN'16 e.p.   | 2016年8月10日 | 1. summer dejavu 2. 参枚目のタフガキ (私立恵比寿中学JapanホールKeikiiiiツアー2016 ver.) 3. 春休みモラトリアム中学生 with HERE (私立恵比寿中学JapanホールKeikiiiiツアー2016 ver.) 4. MISSION SURVIVOR (私立恵比寿中学JapanホールKeikiiiiツアー2016 ver.) |
| FAMIEN'17 e.p.   | 2017年8月26日 | 1. HOT UP!!! 2. YELL 3. なないろ（716 LIVE VERSION） 4. サドンデス（716 LIVE VERSION） |
| FAMIEN'18 e.p.   | 2018年8月18日 | 1. イート・ザ・大目玉 2. 朝顔 3. 熟女になっても feat. SUSHIBOYS & YASUSHI BOY(Live Version) 4. 揚げろ!エビフライ (HyperJuice Remix - Nor Rework) |
| FAMIEN'20 e.p.   | 2020年8月21日 | 1. 23回目のサマーナイト 2. 誘惑したいや（2020ver.） 3. Sweet of Sweet〜君に届くまで〜 4. COLOR |
| FAMIEN'21 L.P.   | 2021年8月18日 | 1. ご存知!エビ中音頭 (2021ver.) 2. ラブリースマイリーベイビー (2021ver.) 3. 誘惑したいや (2021ver.) 4. ナチュメロらんでぶー (2021ver.) 5. summer dejavu (2021ver.) 6. HOT UP!!! (2021ver.) 7. 朝顔 (2021ver.) 8. イート・ザ・大目玉 (2021ver.) 9. 青い青い星の名前 (2021ver.) 10. 23回目のサマーナイト (2021ver.) 11. イヤフォン・ライオット 12. いい湯かな? (2021ver.) |
| FAMIEN'23 e.p.   | 2023年8月06日 | 1. Summer Glitter 2. summer dejavu -2023- 3. Family Complex -2023- 4. サドンデス-FAMIEN 2023- |
| FAMIEN'24 e.p.   | 2024年8月17日 | 1. いろはにODORYANSE 2. 青春ソンビィィズ -2024- 3. HOT UP!!! -2024- |
| FAMIEN’25_e.p.?! | 2025年6月1日  | FAMIEN’25_e.p.?!〜これが最強♡仮契約のシンデレラ〜 「仮契約のシンデレラ」を25バージョン収録 |

| タイトル                                                                         | 発売日                  | 規格品番・備考 |
| -------------------------------------------------------------------------------- | ----------------------- | --- |
| 私立恵比寿中学 エビ中 夏のファミリー遠足 略してファミえん in 河口湖2013          | 2013年12月14日          | DFBL-7173〜4 (DVD) DFXL-30 (Blu-ray) |
| 私立恵比寿中学 エビ中 夏のファミリー遠足 略してファミえん in 山中湖 2014         | 2014年12月17日          | DFBL-7191〜2 (DVD) DFXL-43 (Blu-ray) |
| 私立恵比寿中学 エビ中 夏のファミリー遠足 略してファミえん in 長岡 2015           | 2015年12月09日          | DFXL-64 (Blu-ray) |
| 私立恵比寿中学 エビ中 夏のファミリー遠足略してファミえん in 富士急 2016          | 2016年12月21日          | DFXL-81 (Blu-ray) |
| 私立恵比寿中学 エビ中 夏のファミリー遠足 略してファミえん in モリコロパーク 2017 | 2018年01月03日          | SEXL-112〜113 (Blu-ray、初回生産限定盤) 初回生産限定盤のみ「ちゅうおん」2017のライブ映像（12曲）を同時収録 SEXL-114 (Blu-ray、通常盤)                 |
| （FAMIEN'18 IN YAMANAKAKO DAY1 / DAY2）                                          | 2018年10月20日 配信開始 | 配信限定ライブアルバム（音源のみ） |
| 私立恵比寿中学 エビ中 夏のファミリー遠足 略してファミえん 令和元年 in 山中湖     | 2020年08月05日          | SEXL-146〜147 (Blu-ray、完全受注生産限定盤 TシャツXLサイズ付) SEXL-148〜149 (Blu-ray、完全受注生産限定盤 TシャツMサイズ付) SEXL-150 (Blu-ray、通常盤) |
| エビ中 夏のファミリー遠足 略してファミえん in 山中湖 2022                        | 2022年12月14日          | SEXL-165〜167（Blu-ray、初回生産限定盤） 初回生産限定盤のみ「ちゅうおん」2022のライブ音源CD2枚が付属 SEXL-168（Blu-ray、通常盤）                      |
| エビ中 夏のファミリー遠足 略してファミえん in 山中湖 2023                        | 2023年12月20日          | SEXL-251〜253（初回生産限定盤 TシャツXLサイズ） SEXL-254〜256（初回生産限定盤 TシャツMサイズ） SEXL-257〜258（通常盤） いずれもBlu-ray                |
| えびちゅう 夏のファミリー遠足 略してファミえん in 山中湖2024                     | 2024年12月18日          | SEXL-301〜3（Blu-ray、初回生産限定盤） SEXL-304（Blu-ray、通常盤）                                                                                    |

## 2013年

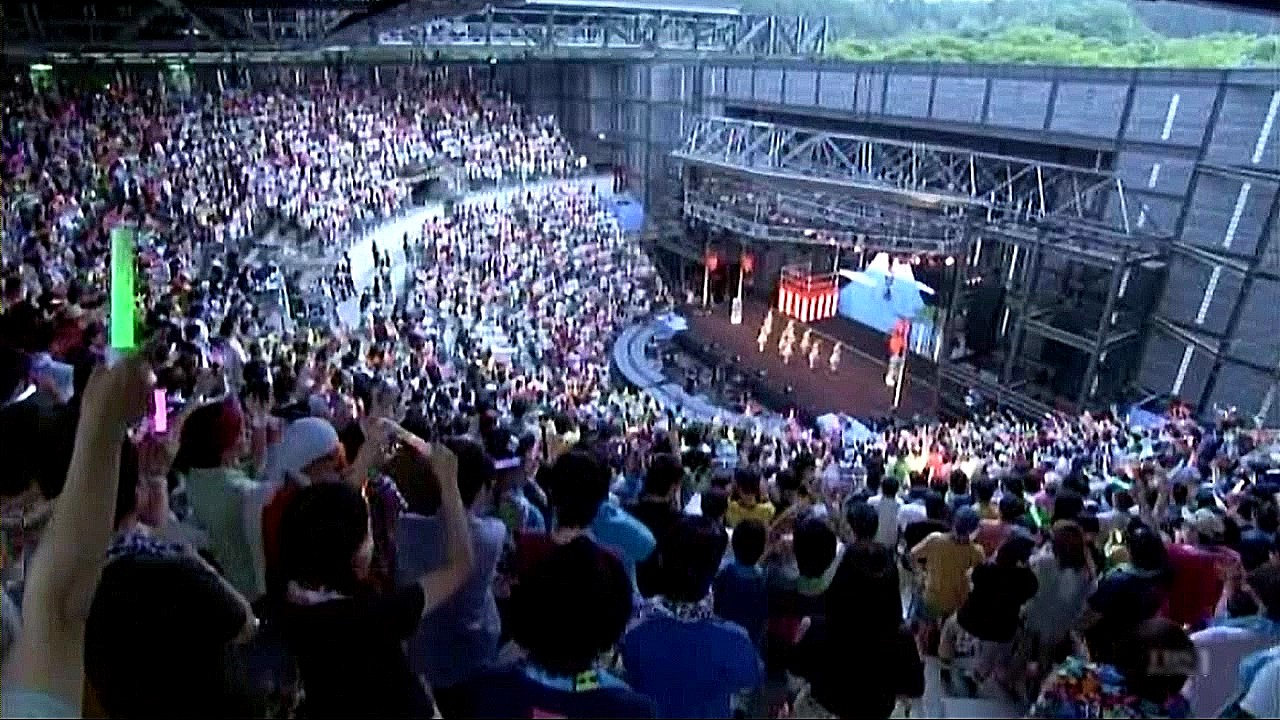
河口湖ステラシアター

エビ中 夏のファミリー遠足 略してファミえん in 河口湖2013は、2013年7月28日に山梨・河口湖ステラシアターで開催された第1回目のファミえん。DVD（DFBL-7173〜4）とBlu-ray（DFXL-30）が2013年12月4日に発売された。
初回のファミえんは「遠足」をテーマにした「学芸会」という位置づけで行われた。「エビ中電車」が富士急行線で運行された。テーマソングは「誘惑したいや」。
開催地の富士河口湖町町長・渡邊凱保と、町のマスコットキャラクター「ふじぴょん」のあいさつでスタートした。
ディスク1（DVD）
1. 富士河口湖町長による開会宣言
2. ご存知！エビ中音頭
3. ほぼブラジル
4. オーマイゴースト？～わたしが悪霊になっても～
5. あるあるフラダンス
6. MC
7. another day
8. 踊るガリ勉中学生
9. 仮契約のシンデレラ
10. MC
11. 大好きだよ
12. 誘惑したいや
13. 禁断のカルマ
14. MC
15. 大人はわかってくれない
16. スターダストライト
17. 売れたいエモーション
18. ザ・ティッシュ～とまらない青春～
19. MC
20. 梅
21. 放課後ゲタ箱ロッケンロールMX
22. 中人DANCE MUSIC
23. えびぞりダイアモンド!!

ディスク2（DVD）
1. 手をつなごう
2. いい湯かな？
3. MC
4. 頑張ってる途中
5. MC
6. Go! Go! Here We Go! ロック・リー
7. Lon de Don
8. MC

Blu-ray
1-31. DVDと同じ曲順

## 2014年

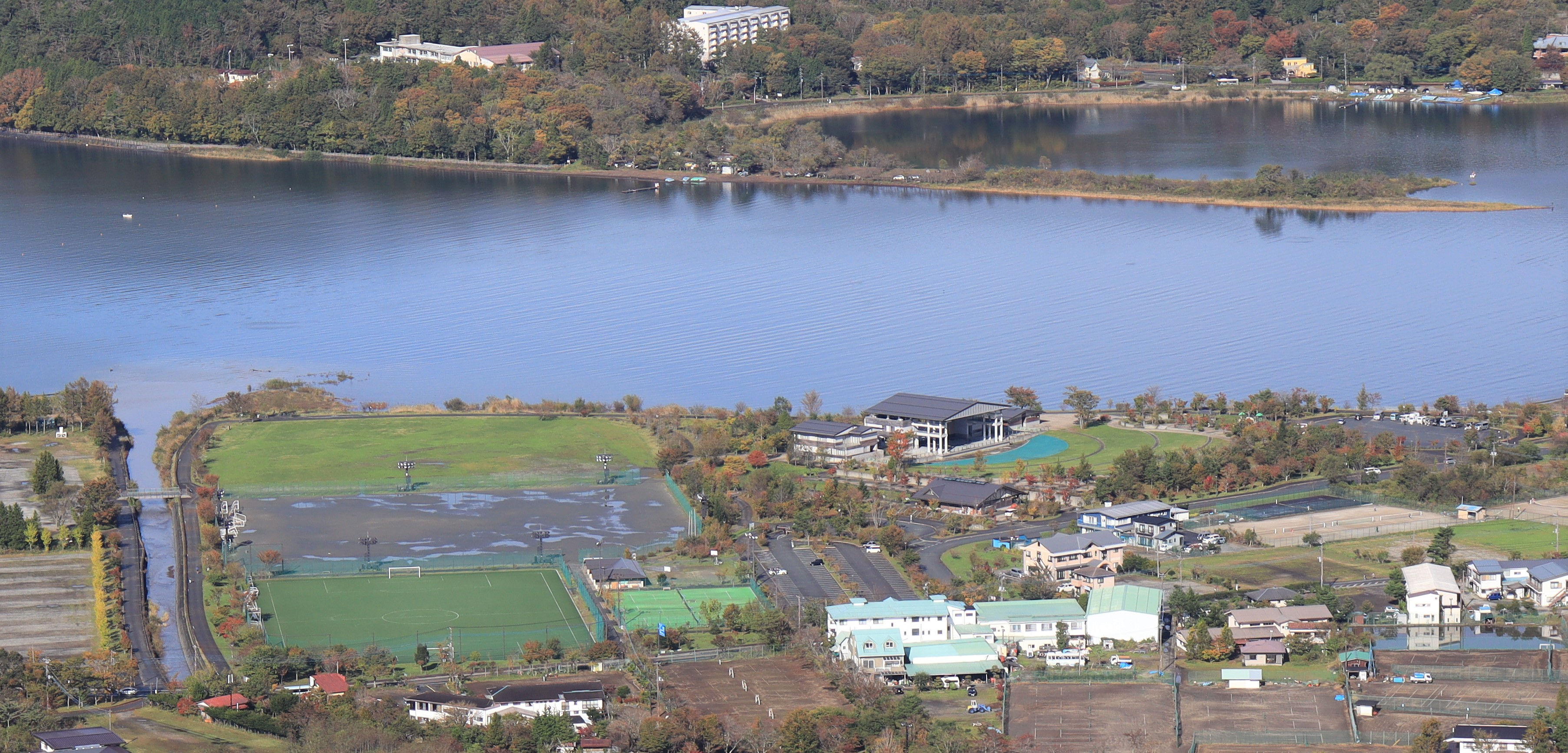
山中湖交流プラザ きらら

エビ中 夏のファミリー遠足 略してファミえん in 山中湖2014は、2014年8月2日に山梨・山中湖交流プラザ きらら シアターひびきで開催された第2回目のファミえん。DVD（DFBL-7191～2）とBlu-ray（DFXL-43）が2014年12月17日に発売された。
山中湖村に場所を移しての開催。会場へのバスツアーではメンバーコメント映像や第1回の「ファミえん」DVDがバス内で上映された。客席後方には家族向けの「EBICHU LAKE RELAX AREA」が用意された。
開催地の山中湖村村長・高村文教と「富士の国やまなし観光キャラバン隊長」を務めるご当地キャラ「武田菱丸」のあいさつでスタートした。テーマソングは「ラブリースマイリーベイビー」。
ディスク1（DVD）
1. 山中湖村村長による開会宣言
2. ご存知!エビ中音頭
3. 仮契約のシンデレラ
4. R-O-B-O-C-K
5. あるあるフラダンス
6. 未確認中学生X
7. あたしきっと無限ルーパー
8. 頑張ってる途中
9. 大人はわかってくれない
10. 体操
11. 禁断のカルマ
12. バタフライエフェクト
13. アンコールの恋
14. 中人DANCE MUSIC
15. 梅
16. 放課後ゲタ箱ロッケンロールMX
17. Lon de Don
18. いつかのメイドインジャピャ～ン
19. 手をつなごう

ディスク2（DVD）
1. いい湯かな?
2. 誘惑したいや
3. 幸せの貼り紙はいつも背中に
4. matsuriture
5. ラブリースマイリーベイビー
6. えびぞりダイアモンド!!
7. フレ!フレ!サイリウム
8. オーマイゴースト?～わたしが悪霊になっても～
9. メイキング オブ ファミえん

Blu-ray
DVDのディスク1 / ディスク2と同じ曲順

## 2015年

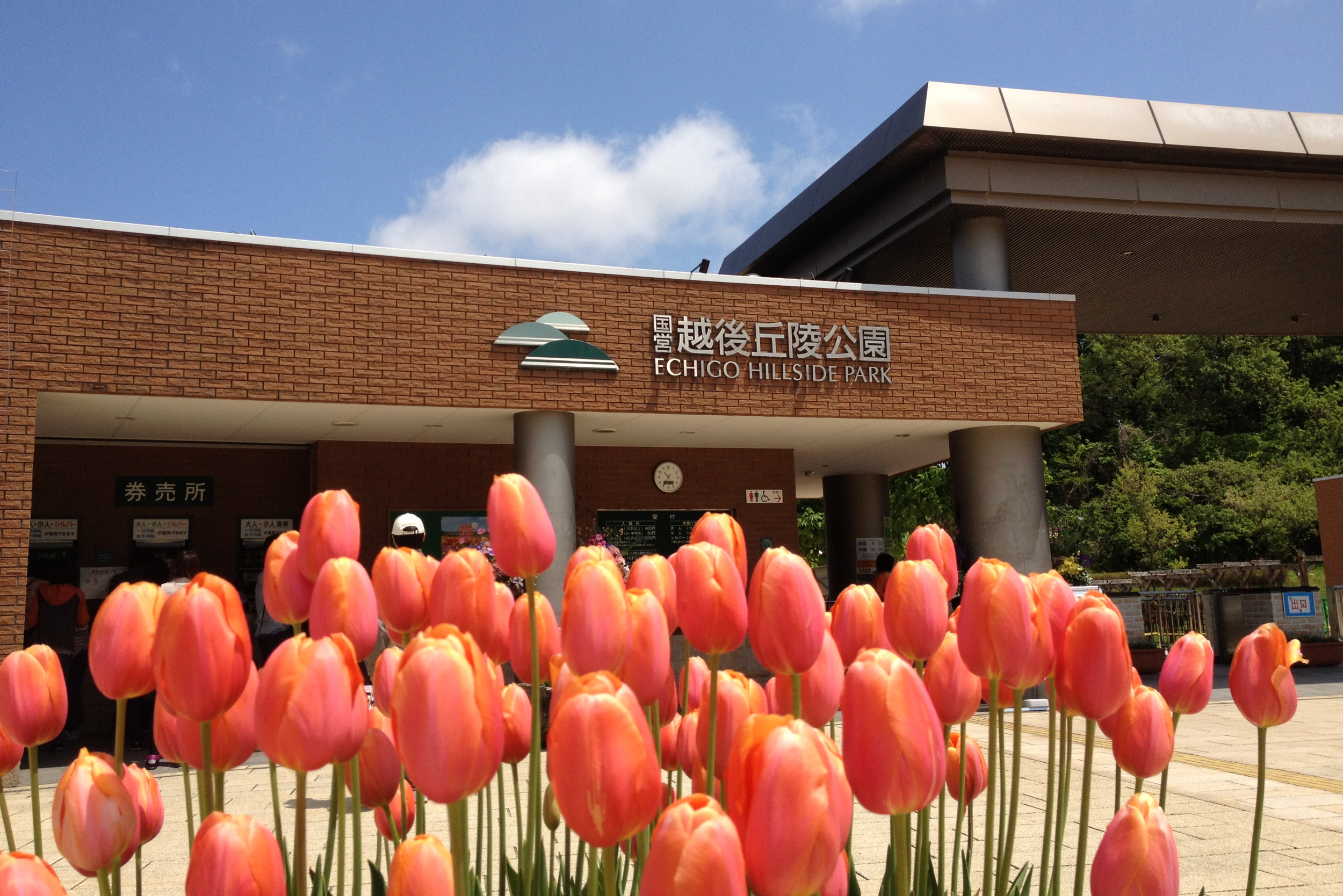
国営越後丘陵公園

エビ中 夏のファミリー遠足 略してファミえん in 長岡 2015は、2015年8月22日に新潟・国営越後丘陵公園 野外特設ステージで開催された第3回目のファミえん。Blu-ray（SEXL-64）が2015年12月9日に発売された。
初の新潟県での開催となり、開催前の8月5日には配信限定で『FAMIEN'15 e.p.』がリリースされた（後述）。テーマソングは「ナチュメロらんでぶー」。
Blu-ray
1. 半世紀優等生/五五七二三二〇
2. 脳漿炸裂ガール
3. ebiture
4. ご存知!エビ中音頭
5. 夏だぜジョニー
6. ほぼブラジル
7. MC
8. テブラデスキー～青春リバティ～
9. キャンディロッガー
10. 誘惑したいや
11. 仮契約のシンデレラ
12. ラブリースマイリーベイビー
13. MC
14. 揚げろ!エビフライ
15. Go!Go!Here We Go!ロック・リー
16. 未確認中学生X(金八ver)
17. MC
18. いつかのメイドインジャピャ～ン
19. 放課後ゲタ箱ロッケンロールMX
20. 金八DANCE MUSIC
21. MC
22. いい湯かな
23. 涙は似合わない
24. フレ!フレ!サイリウム
25. エビ中出席番号の歌 その2
26. 買い物しようと町田へ
27. ナチュメロらんでぶー
28. ～アンコール～
29. ハイタテキ!
30. ちちんぷい
31. MC
32. メイキングオフショット

### FAMIEN'15 e.p.
FAMIEN'15 e.p.は、2015年8月5日に配信限定でリリースされたEP。FAMIEN'15 テーマソングの「ナチュメロらんでぶー」などを収録。
1. ナチュメロらんでぶー
作詞・作曲：田村歩美（たむらぱん）
新曲。ファミえん2015 テーマソング
アルバム『穴空』（2016年）にも収録
2. 夏だぜジョニー
2015年6月17日にリリースされた8thシングルの表題曲。
3. ご存知！エビ中音頭 (DE DE MOUSE 平成27年版 Remix)
2011年7月27日にリリースされたインディーズ4thシングルのカップリング曲をDE DE MOUSEがリミックスした
4. いい湯かな？ (DJ YOGURT Chill Out Jazz Remix)
2013年7月24日にリリースされた1stアルバム収録曲をDJ YOGURTがリミックスした

## 2016年

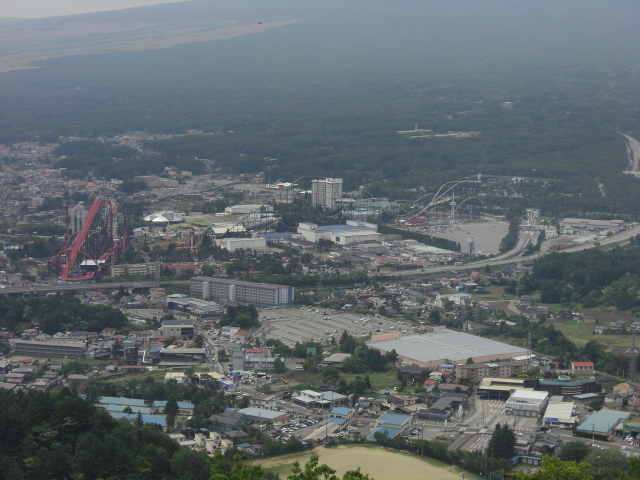
富士急ハイランド

エビ中 夏のファミリー遠足 略してファミえん in 富士急 2016は、2016年8月20日に山梨・富士急ハイランド コニファーフォレストで開催された第4回目のファミえん。Blu-ray（SEXL-81）が2016年12月21日に発売された。
第4回目のファミえんは再び山梨県での開催となった。2013年以来となる「エビ中電車」が富士急行線で運行された。テーマソングは「summer dejavu」。
Blu-ray
1. 絶叫戦隊ハイランダーによる開会宣言
2. ラブリースマイリーベイビー
3. ほぼブラジル
4. マブいラガタイフーン
5. 夏だぜジョニー
6. MC 自己紹介
7. 大好きだよ
8. I'm your MANAGER!!!
9. キングオブ学芸会のテーマ～Nu Skool Teenage Riot～
10. ちちんぷい
11. Lon de Don
12. 梅
13. オーマイゴースト?～わたしが悪霊になっても～
14. 仮契約のシンデレラ
15. 金八DANCE MUSIC
16. いつかのメイドインジャピャ～ン
17. ハイタテキ!
18. 全力☆ランナー
19. I can't stop the loneliness
20. MISSION SURVIVOR
21. 春休みモラトリアム中学生
22. 放課後ゲタ箱ロッケンロールMX
23. いい湯かな?
24. ポップコーントーン
25. MC 校内放送
26. 涙は似合わない
27. 幸せの貼り紙はいつも背中に
28. summer dejavu
29. MC ～アンコール
30. matsuriture
31. ナチュメロらんでぶー
32. 参枚目のタフガキ
33. Go!Go!Here We Go!ロック・リー
34. MC

### FAMIEN'16 e.p.
FAMIEN'16 e.p.は、2016年8月10日に配信限定でリリースされたEP。FAMIEN'16 テーマソング「summer dejavu」などを収録。
1. summer dejavu
作詞：BOO、作曲・編曲：大沢伸一
新曲。ファミえん2016 テーマソング
シングル『まっすぐ』（2016年）にカップリング曲として収録
アルバム『FAMIEN'21 L.P.』（2021年）に9人バージョンの「summer dejavu(2021 ver.)」が収録
配信限定EP『FAMIEN'23 L.P.』（2023年）に10人バージョンの「summer dejavu -2023-」が収録
2. 参枚目のタフガキ (私立恵比寿中学JapanホールKeikiiiiツアー2016 ver.)
2016年7月2日に開催された「私立恵比寿中学JapanホールKeikiiiiツアー2016 〜the snack bar in gakugeeeekai〜」の千秋楽・東京国際フォーラム ホールA公演のライブ音源
3. 春休みモラトリアム中学生 with HERE (私立恵比寿中学JapanホールKeikiiiiツアー2016 ver.)
同じく2016年7月2日のライブ音源。ロックバンドHEREによる生演奏とのコラボレーション。
4. MISSION SURVIVOR (私立恵比寿中学JapanホールKeikiiiiツアー2016 ver.)
同じく2016年7月2日のライブ音源

## 2017年

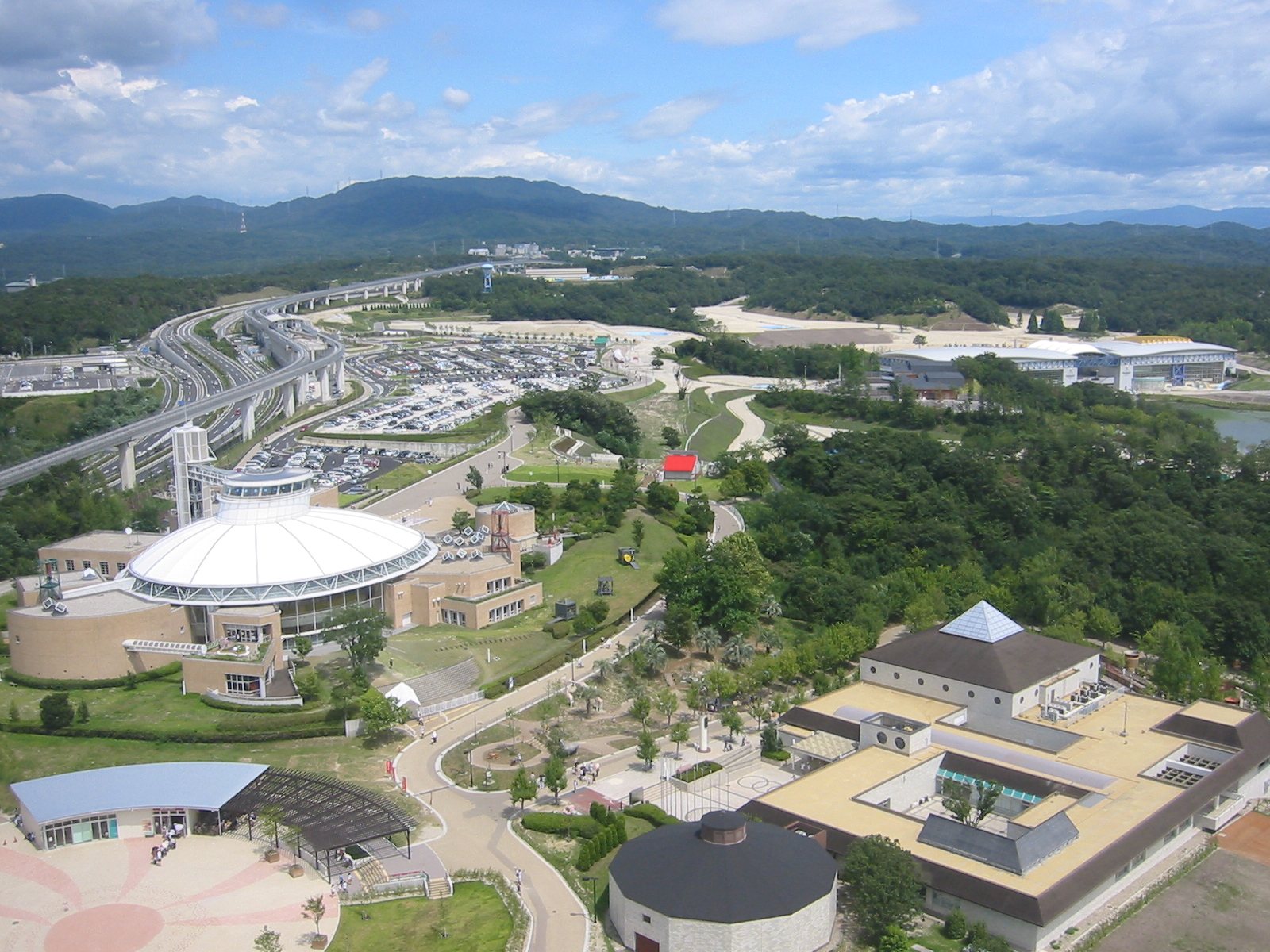
モリコロパーク

エビ中 夏のファミリー遠足 略してファミえん in モリコロパーク 2017は、2017年8月26日に愛・地球博記念公園（モリコロパーク・愛知県）で開催された第5回目のファミえん。
第5回目のファミえんは初となる愛知県での開催となった。テーマソングは「HOT UP!!!」。
Blu-ray（初回限定版：SEXL-112～113、通常版：SEXL-114）が2018年1月3日に発売された。初回限定盤に付属するディスク2にはエビ中 秋風と鈴虫と音楽のしらべ 題して「ちゅうおん」2017のライブ映像も収録されている。
Blu-ray
1. モリコロパーク所長とナッキーとこめこさんによる開会宣言
2. HOT UP!!!
3. 夏だぜジョニー
4. ラブリースマイリーベイビー
5. ご存知!エビ中音頭
6. MC 自己紹介
7. ほぼブラジル
8. マブいラガタイフーン
9. 制服"報連相"ファンク
10. ザ・ティッシュ～とまらない青春～
11. 揚げろ!エビフライ (HyperJuice FAMIEN'17 Remix)
12. MC
13. 金八DANCE MUSIC
14. 中人DANCE MUSIC
15. 頑張ってる途中
16. 誘惑したいや
17. 仮契約のシンデレラ
18. MC
19. Lon de Don
20. 売れたいエモーション!
21. キングオブ学芸会のテーマ～Nu Skool Teenage Riot～
22. ちちんぷい
23. MC
24. サドンデス
25. きっとインフィニティー!
26. 紅の詩
27. MC
28. いい湯かな?
29. 感情電車
30. ナチュメロらんでぶー
31. まっすぐ
32. なないろ
33. MC～＜アンコール＞
34. ebiture
35. エビ中一週間
36. あたしきっと無限ルーパー
37. HOT UP!!!
38. MC
39. YELL
40. MC
41. 蛍の光 (Demo)

Blu-ray ディスク2（初回限定盤のみ、エビ中 秋風と鈴虫と音楽のしらべ 題して「ちゅうおん」2017 ライブ映像、2017年9月23日収録）
1. LIFE feat.bird
2. summer dejavu
3. イイトモ
4. 君のままで
5. 大人はわかってくれない
6. どしゃぶりリグレット
7. アンコールの恋
8. 幸せの貼り紙はいつも背中に
9. 買い物しようと町田へ
10. 日進月歩
11. YELL
12. 涙は似合わない

### FAMIEN'17 e.p.
FAMIEN'17 e.p.は、2017年8月26日に配信限定でリリースされたEP。FAMIEN'17 テーマソング「HOT UP!!!」などを収録。
1. HOT UP!!!
作詞・作曲：Jose（TOTALFAT）、編曲：Kuboty、Jose（TOTALFAT）
新曲。ファミえん2017 テーマソング
シングル『シンガロン・シンガソン』（2017年）のカップリング、ベストアルバム『中吉』（2022年）のCD1にも収録
アルバム『FAMIEN'21 L.P.』（2021年）に9人バージョンの「HOT UP!!!(2021 ver.)」が収録
2. YELL
作詞・作曲：IMAKISASA、編曲：ツカダタカシゲ、IMAKISASA
TOKYO FM『立命館大学 presents リアル頑張ってる途中』テーマソング
立命館大学衣笠キャンパスでMV[9]を撮影
ベストアルバム『中吉』（2022年）のCD2に9人バージョンの「YELL（中吉ver.）」が収録
3. なないろ（716 LIVE VERSION）
2017年7月16日に開催された「私立恵比寿中学 IDOL march HALLTOUR 2017〜今、君とここにいる〜」東京国際フォーラム ホールA公演のライブ音源
4. サドンデス（716 LIVE VERSION）
同じく2017年7月16日のライブ音源

## 2018年
エビ中 夏のファミリー遠足 略してファミえん in 山中湖 2018は、2018年8月19-20日に山梨・山中湖交流プラザ きらら シアターひびきで開催された第6回目のファミえん。ライブアルバムが配信限定で2018年10月20日にリリースされた。
第6回目のファミえんは初の2日間公演で、2014年以来となる山中湖交流プラザ きららでの開催となった。エビ中メンバー初プロデュースのフードエリア「パクパクうーたん村」が設営された。テーマソングは「イート・ザ・大目玉」と「朝顔」。
ライブアルバム『FAMIEN'18 IN YAMANAKAKO DAY1』
1. ebiture（FAMIEN'18 NIGHT ver.）
2. オーマイゴースト？～わたしが悪霊になっても～（FAMIEN'18 ver.）
3. 禁断のカルマ
4. あたしきっと無限ルーパー
5. 参枚目のタフガキ～MC 自己紹介
6. シンガロン・シンガソン
7. 紅の詩
8. ハイタテキ！
9. 君のままで
10. 響～MC
11. CHAN-CHARA-CHAN
12. キングオブ学芸会のテーマ～Nu Skool Teenage Riot～
13. 放課後ゲタ箱ロッケンロールMX
14. MISSION SURVIVOR～MC
15. 春の嵐
16. 熟女になっても
17. ポップコーントーン
18. 靴紐とファンファーレ～MC
19. 朝顔
20. ラブリースマイリーベイビー
21. でかどんでん
22. ナチュメロらんでぶー
23. summer dejavu～MC
24. HOT UP!!!
25. 自由へ道連れ
26. スウィーテスト・多忙。
27. イート・ザ・大目玉～MC

ライブアルバム『FAMIEN'18 IN YAMANAKAKO DAY2』
1. ebiture（FAMIEN'18 DAY ver.）
2. ご存知！エビ中音頭
3. ちちんぷい
4. ハイタテキ！
5. きっとインフィニティー！～MC 自己紹介
6. マブいラガタイフーン
7. ほぼブラジル
8. 熟女になっても
9. 夏だぜジョニー
10. YELL～MC
11. 揚げろ！エビフライ（HyperJuice Remix - Nor Rework）
12. ザ・ティッシュ～とまらない青春～
13. 放課後ゲタ箱ロッケンロールMX
14. シンガロン・シンガソン～MC
15. 誘惑したいや
16. 日記
17. いい湯かな？
18. 朝顔～MC
19. HOT UP!!!
20. Go!Go!Here We Go!ロック・リー
21. ゼッテーアナーキー
22. 金八DANCE MUSIC
23. イート・ザ・大目玉～MC
24. 感情電車
25. サドンデス
26. ラブリースマイリーベイビー
27. ナチュメロらんでぶー～MC

### FAMIEN'18 e.p.
FAMIEN'18 e.p.は、2018年8月18日に配信限定でリリースされたEP。FAMIEN'18 テーマソング「イート・ザ・大目玉」「朝顔」などを収録。
1. イート・ザ・大目玉
作詞：いしわたり淳治、作曲・編曲：溝口和紀
新曲。ファミえん2018 テーマソング
アルバム『MUSiC』（2019年）にも収録
ファミえんベストアルバム『FAMIEN'21 L.P.』（2021年）に9人バージョンの「イート・ザ・大目玉(2021 ver.)」が収録
2. 朝顔
作詞：高橋久美子、作曲：IMAKISASA、編曲：野村陽一郎
新曲。ファミえん2018 テーマソング
ファミえんベストアルバム『FAMIEN'21 L.P.』（2021年）に9人バージョンの『朝顔(2021 ver.)』が収録
3. 熟女になっても feat. SUSHIBOYS & YASUSHI BOY(Live Version)
2018年7月22日に開催された「私立恵比寿中学 SHAKARIKI SPRING TOUR 2018 〜New, Gakugeeeekai of Learning〜（新・学芸会のすヽめ）」東京国際フォーラム ホール公演のライブ音源。SUSHIBOYSとのコラボレーション。
4. 揚げろ!エビフライ (HyperJuice Remix - Nor Rework)
メジャーデビューシングルのカップリング曲をHyperJuiceがリミックスしたものを、さらにNorがアップデートした。ボーカルはメンバー6人により新録。

## 2019年

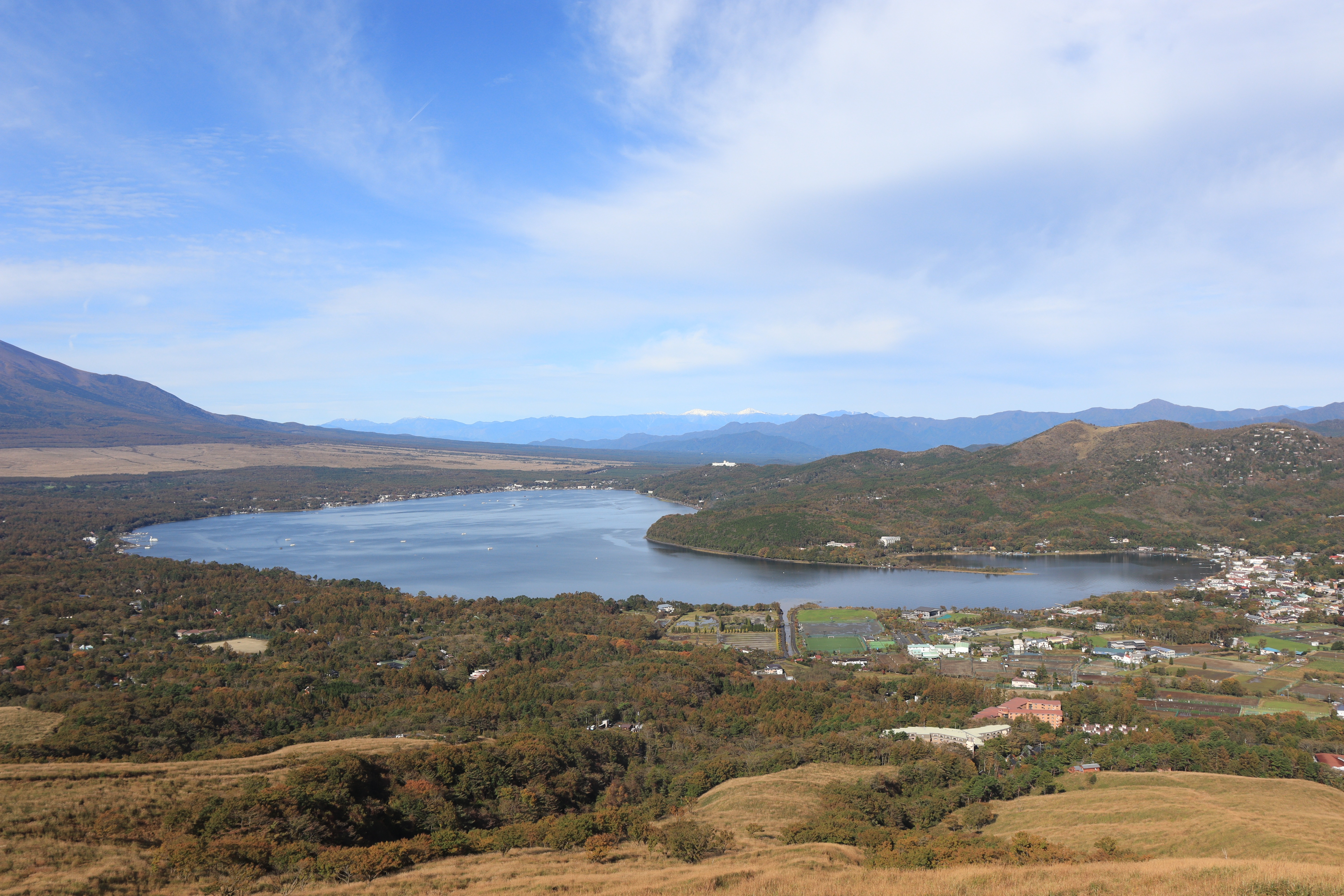
山中湖交流プラザ きらら

エビ中 夏のファミリー遠足 略してファミえん 令和元年 in 山中湖は、2019年8月17日に山梨・山中湖交流プラザ きらら シアターひびきで開催された第7回目のファミえん。
第7回目のファミえんは昨年に引き続き山中湖交流プラザ きららでの開催となった。テーマソングは「青い青い星の名前」。
セットリスト
- SE ebiture（FAMIEN令和ver.）
- 01 ラブリースマイリーベイビー
- 02 ほぼブラジル
- 03 マブいラガタイフーン
- 04 Go!Go!Here We Go!ロック・リー
- 05 あたしきっと無限ルーパー
- 06 YELL
- 07 テブラデスキー～青春リバティ～
- 08 MISSION SURVIVOR[14]
- 09 元気しかない！[15]
- 10 いい湯かな？
- 11 朝顔
- 12 EBINOMICS
- 13 あなたのダンスで騒がしい
- 14 感情電車
- 15 紅の詩[16]
- 16 明日もきっと70点
- 17 買い物しようと町田へ
- 18 ちちんぷい
- 19 HOT UP!!![17]
- 20 summer dejavu
- 21 ナチュメロらんでぶー
- 22 青い青い星の名前[18]
- （アンコール）
- En.1 Famien'19 メドレー
  - ご存知！エビ中音頭（中山莉子）
  - こりゃめでてぇな（真山りか）
  - I can't stop the loneliness（柏木ひなた）
  - 出席番号の歌 その2（星名美怜）
  - 早弁ラップ（FAMIEN ver.）（安本彩花）
  - あるあるフラダンス（小林歌穂）
- En.2 梅
- En.3 イート・ザ・大目玉
- En.4 Family Complex
- En.5 星の数え方

## 2020年

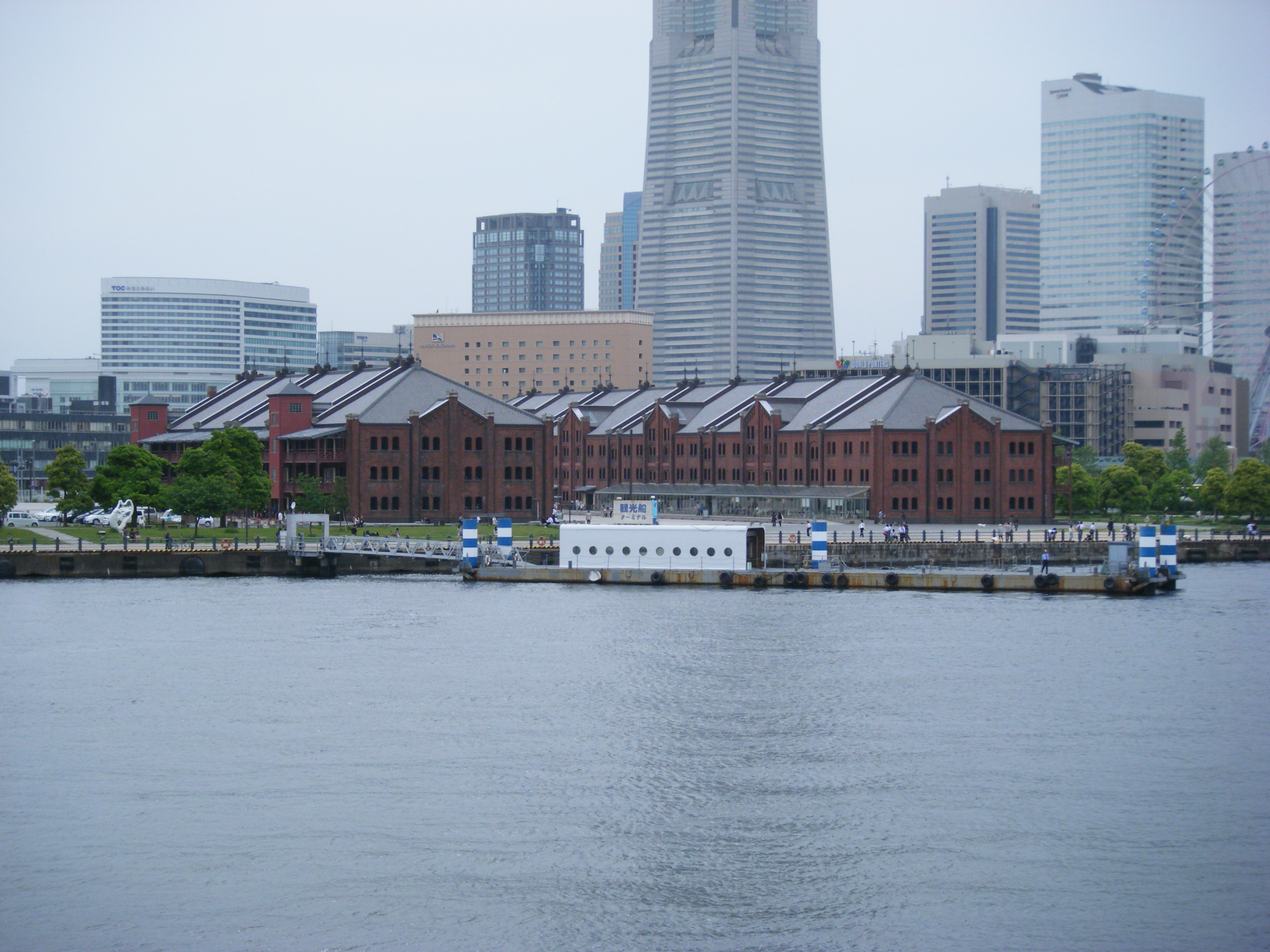
横浜赤レンガパーク

エビ中 夏のファミリー遠足 略してファミえん 2020は、2020年8月23日に神奈川・ 横浜赤レンガパーク特設会場で開催される予定だったファミえん。新型コロナウイルス感染症の流行の影響により、翌年の夏に振替となった。
開催予定日であった2020年8月23日にオンラインイベント「ライブナタリー オンライン『遠足を止めるな！今年はおうちでファミえんトーク』」を配信した。
同日の実際の開演予定時間には、披露する予定だったセットリストを過去のライブ音源を繋ぎ合わせる形で再現した「ファミえんラジオ2020」をYouTubeにて公開した。
予定されていたセットリスト
1. ebiture (FAMIEN 2020 ver.)
2. HOT UP!!!
3. オーマイゴースト? 〜私が悪霊になっても〜
4. ラブリースマイリーベイビー
5. SHAKE!SHAKE!
6. ご存知!エビ中音頭
7. 夏だぜジョニー
8. ほぼブラジル
9. ちちんぷい
10. 明日もきっと70点
11. YELL
12. MISSION SURVIVOR
13. オメカシ・フィーバー
14. Go!Go!Here We Go!ロック・リー
15. 誘惑したいや
16. いい湯かな?
17. 感情電車
18. 朝顔
19. スーパーヒーロー
20. summer dejavu
21. 紅の詩
22. イート・ザ・大目玉
23. ハイタテキ!
24. 23回目のサマーナイト

アンコール
1. ナチュメロらんでぶー
2. Family Complex
3. 青い青い星の名前

### FAMIEN'20 e.p.
FAMIEN'20 e.p.は、2020年8月21日に配信限定でリリースされたEP。FAMIEN'20のテーマソングとなる予定だった「23回目のサマーナイト」などを収録。
1. 23回目のサマーナイト[23]
作詞：児玉雨子、作曲：猟平,めんま、編曲：ヒロイズム,U-KIRIN
ファミえん2020 テーマソング
振付をメンバーの柏木ひなたが担当
アルバム『FAMIEN'21 L.P.』（2021年）に9人バージョンの「23回目のサマーナイト(2021 ver.)」が収録
2. 誘惑したいや（2020ver.）（作詞・作曲・編曲：田村歩美）
メンバー6人で再録する曲を、Twitterでのファン投票によって選出した
3. Sweet of Sweet〜君に届くまで〜
作詞：ラブ・ウォ太郎、作曲：ヒャダイン、編曲：藤原燈太
クボタ「クボタ LOVE水プロジェクト」テーマソング
タイトルの「Sweet of Sweet」は「水道水」とかけている[24]
4. COLOR
作詞・作曲・編曲：田村歩美
エビ中メンバー6人のみの新バージョン

## 2021年
みらいに響け、みなとのPLAYGROUND こと ファミえん2021 in 赤レンガ倉庫は、2021年8月21-22日に神奈川・横浜赤レンガパーク特設会場で開催される予定だったファミえん。新型コロナウイルス感染拡大による影響で中止となった。
2021年5月5日に転入した新メンバーが初パフォーマンスをする（桜木心菜・小久保柚乃・風見和香の3人）予定で、2018年以来の2日間公演となる予定だった。
開催予定日であった2021年8月21日から22日にかけて28時間配信番組『#FAMIEN28h』をYouTubeにて配信した。また、同配信内で予定されていたセットリストが前年同様に配信された。
予定されていたセットリスト
1. ebiture
2. 仮契約のシンデレラ
3. ご存知！エビ中音頭
4. ラブリースマイリーベイビー
5. コミックガール
6. HOT UP!!!
7. Go!Go!Here We Go!ロック・リー
8. 放課後下駄箱ロッケンロールMX
9. 誘惑したいや
10. ほぼブラジル
11. オメカシ・フィーバー
12. ハイタテキ!
13. YELL
14. いい湯かな？
15. 大人はわかってくれない
16. シンガロン・シンガソン
17. MISSION SURVIVOR
18. ナチュメロらんでぶー
19. エビ中一週間
20. ザ・ティッシュ〜とまらない青春〜
21. イート・ザ・大目玉
22. 青い青い星の名前
23. サドンデス
24. 永遠に中学生

アンコール
1. なないろ
2. イヤフォン・ライオット

### FAMIEN'21 L.P.
FAMIEN'21 L.P.は、2021年8月18日にリリースされたアルバム（「ファミえん」ベスト曲集）。FAMIEN'21のテーマソングで新体制初となる新曲「イヤフォン・ライオット」のほか、9人体制で再録した歴代のファミえんテーマソングなど全12曲を収録。
1. ご存知! エビ中音頭 ( 2021 ver. )
第1回（2013年）の1曲目にも披露されたファミえんの定番曲
2. ラブリースマイリーベイビー ( 2021 ver. )
ファミえん2014 テーマソング
3. 誘惑したいや ( 2021 ver. )
ファミえん2013 テーマソング
4. ナチュメロらんでぶー ( 2021 ver. )
ファミえん2015 テーマソング
5. summer dejavu ( 2021 ver. )
ファミえん2016 テーマソング
6. HOT UP!!! ( 2021 ver. )
ファミえん2017 テーマソング
7. 朝顔 ( 2021 ver. )
ファミえん2018 テーマソング
8. イート・ザ・大目玉 ( 2021 ver. )
ファミえん2018 テーマソング
9. 青い青い星の名前 ( 2021 ver. )
ファミえん2019 テーマソング
10. 23回目のサマーナイト ( 2021 ver. )
ファミえん2020 テーマソング
11. イヤフォン・ライオット（ファミえん2021 テーマソング）
新曲。作詞：児玉雨子、作曲：杉山勝彦、編曲：野村陽一郎
2021年8月11日に先行配信開始。8月18日にMV[27]を公開した。MVの監督は多田卓也。
真夏にふさわしいポップなメロディーに乗せ、ポジティプなメッセージを発信する楽曲[28]
振付はCRE8BOYが担当。新メンバーの小久保柚乃によって名付けられた「エビフライダンス」が特徴[29]。
楽曲について真山りかは「わちゃわちゃしたエビ中らしさとカッコいいエビ中らしさ、そのどちらもきちんと楽曲に落とし込めた」、安本彩花は「6人で培ってきたメッセージを力強く届ける部分に、（新メンバー3人の）新しいさわやかなアイドルらしさがうまいことマッチしていて、今の私たちがやりたいことがしっかり形になった」とコメントしている[30]。
LINE MUSIC 2021年8月 月間ランキング 1位[31]
第10回 アイドル楽曲大賞2021 メジャーアイドル楽曲部門 第1位[32]
アルバム『私立恵比寿中学』（2022年）にも収録
12. いい湯かな？ ( 2021 ver. )
第1回から毎回披露されているファミえんの定番曲

## 2022年

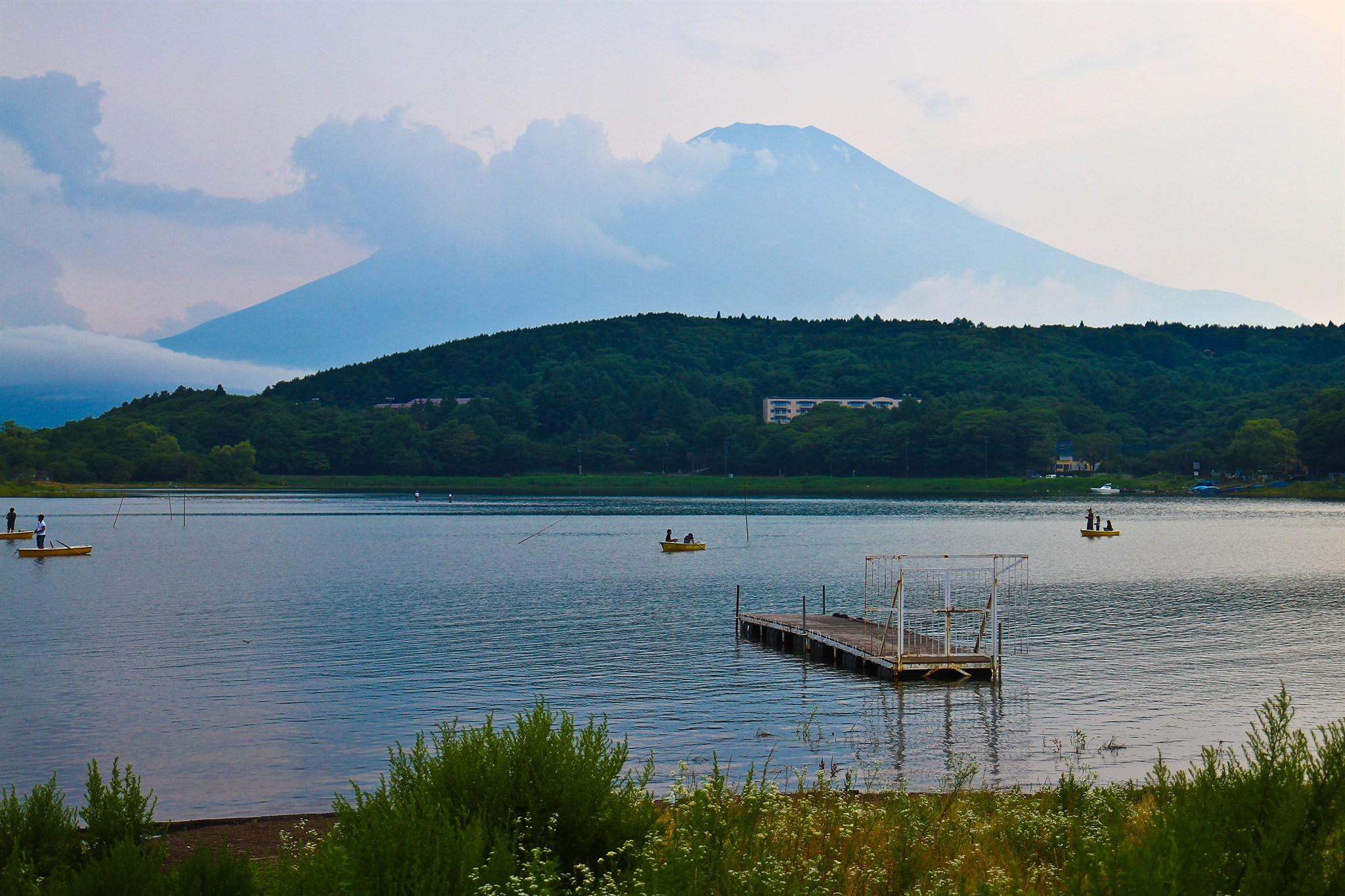
山中湖と富士山のイメージ

エビ中 夏のファミリー遠足 略してファミえん in 山中湖 2022は、2022年8月6・7日に山梨・山中湖交流プラザ きらら シアターひびきで開催されたファミえん。2019年と同じ会場で、2018年以来の2日間開催となった。
Blu-rayが2022年12月14日に初回生産限定盤（SEXL-165〜167）と通常盤（SEXL-168）の2形態で発売された。通常盤は1日目のライブ映像のみを収録。初回生産限定盤は1日目のライブ映像に加え、2日目のみ披露した楽曲と、舞台の裏側に迫ったドキュメント映像をBlu-rayに収録しており、さらに2022年9月に開催された「私立恵比寿中学 We sing a popular tune on the stage 題して『ちゅうおん』2022」のライブ音源を収録したCD2枚が付属する（ちゅうおん2022のライブCD収録曲についてはちゅうおん#2022年を参照）。「ファミえん」映像の副音声には柏木ひなた・中山莉子・小林歌穂の3人によるオーディオコメンタリーが収録されている。
セットリスト（DAY1）
1. 青春ゾンビィィズ
2. ラブリースマイリーベイビー
3. ハイタテキ！
4. Family Complex
5. Anytime, Anywhere
6. YELL
7. MISSION　SURVIVOR
8. サドンデス
9. いい湯かな？
10. 誘惑したいや
11. Bang Bang Beat
12. ハッピーエンドとそれから
13. ナチュメロらんでぶー
14. まっすぐ
15. トキメキ的週末論
16. HOT UP!!!
17. 紅の詩
18. 新未来センセーション
19. シュガーグレーズ
20. 宇宙は砂時計
21. 23回目のサマーナイト

アンコール
1. エビ中出席番号の歌　その3
2. イヤフォン・ライオット
3. 永遠に中学生
4. フレ！フレ！サイリウム

セットリスト（DAY2）
1. 青春ゾンビィィズ
2. オーマイゴースト？～わたしが悪霊になっても～
3. イヤフォン・ライオット
4. 仮契約のシンデレラ
5. 熟女になっても
6. ほぼブラジル
7. ラブリースマイリーベイビー
8. HOT UP!!!
9. ナチュメロらんでぶー
10. ハイタテキ！
11. Bang Bang Beat
12. いい湯かな？
13. 誘惑したいや
14. 明日もきっと70点
15. Anytime, Anywhere
16. YELL
17. エビ中出席番号の歌　その3
18. 新未来センセーション
19. 青い青い星の名前
20. シンガロン・シンガソン
21. サドンデス

アンコール
1. Go!Go!Here We Go!ロック・リー
2. 元気しかない！
3. 永遠に中学生
4. なないろ

## 2023年

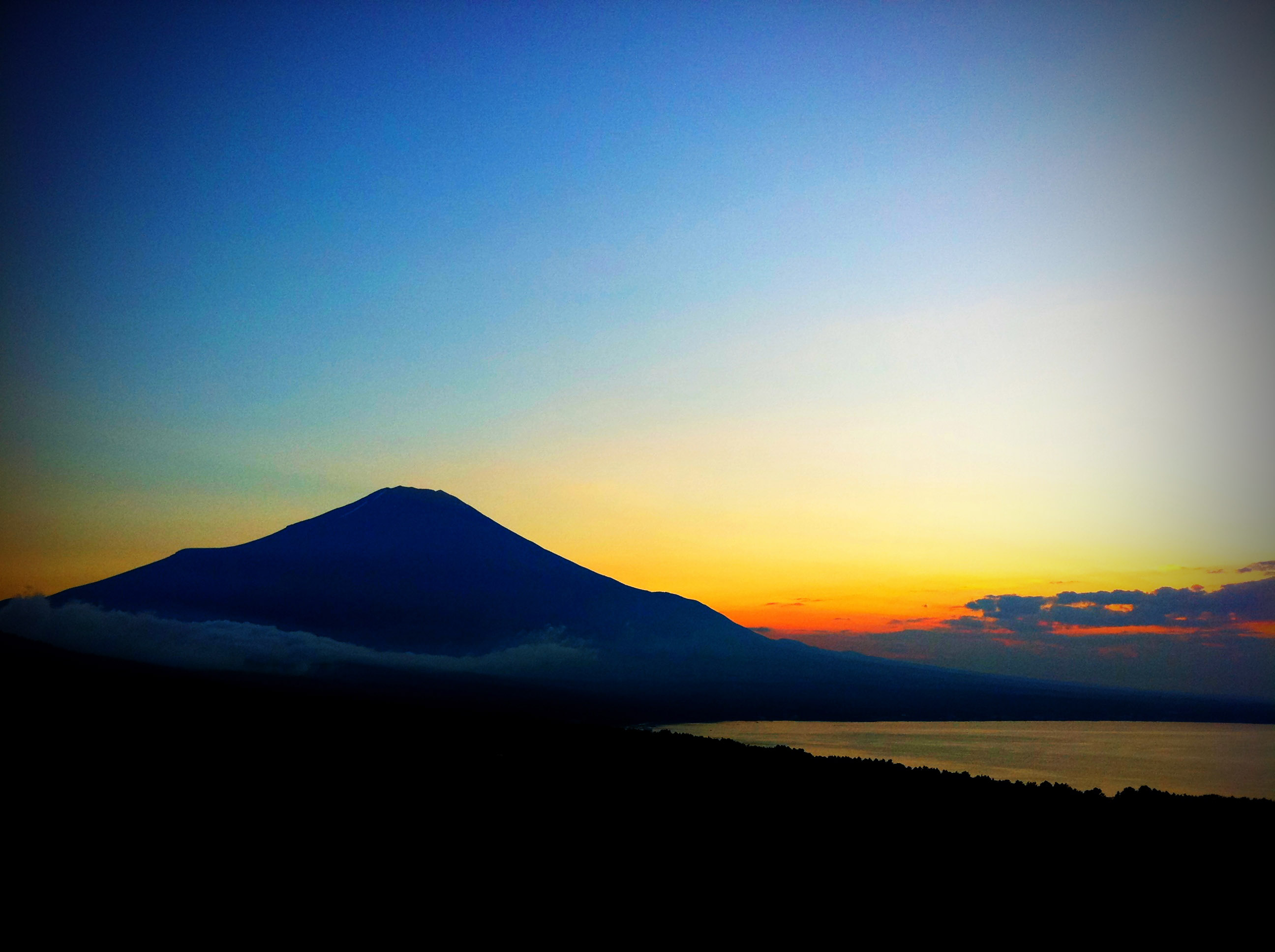
富士山と山中湖のイメージ

エビ中 夏のファミリー遠足 略してファミえん in 山中湖 2023は、2023年8月5・6日に山梨・山中湖交流プラザ きらら シアターひびきで開催されたファミえん。2013年に開催された初回のファミえんから10周年、前年10月に転入した桜井えまと仲村悠菜の2人（えまゆな）を含む新10人体制初のファミえんとなった。テーマソングは「Summer Glitter」。
両日のライブ映像を収録したBlu-rayが2023年12月20日に発売された。完全生産限定盤（SEXL-251〜23 TシャツXLサイズ）、完全生産限定盤（SEXL-254〜256 TシャツMサイズ）、通常盤（SEXL-257〜258）があり、完全生産限定盤にはオリジナルTシャツとフォトブックレットが付属し完全生産限定盤特典映像として「エビ中 夏のファミリー遠足 略してファミえん in 山中湖 2023 メイキング オブ ファミえん」を収録している。
セットリスト（DAY1 / DAY2）
1. ebiture
2. 夏だぜジョニー
3. ご存知!エビ中音頭
4. 青春ゾンビィィズ
5. ほぼブラジル
6. ラブリースマイリーベイビー
7. ちちんぷい
8. 揚げろ!エビフライ
9. イヤフォン・ライオット
10. 誘惑したいや
11. 朝顔（DAY1） / いい湯かな？（DAY2）
12. イート・ザ・大目玉
13. HOT UP!!!
14. いつかのメイドインジャピャーン （桜木・小久保・風見・桜井・仲村） - ユニット「くっつきブンブン」の楽曲
15. 響 （真山・安本・星名・小林・中山）
16. 23回目のサマーナイト（DAY1） / 青い青い星の名前（DAY2）
17. kyo-do?
18. 買い物しようと町田へ
19. Summer Glitter
20. summer dejavu（DAY1） / 幸せの貼り紙はいつも背中に（DAY2）
21. まっすぐ（DAY1） / スーパーヒーロー（DAY2）
22. サドンデス

アンコール
1. シン・matsuriture
2. Family Complex
3. フレ!フレ!サイリウム（DAY1） / スターダストライト（DAY2）
4. Go!Go!Here We Go!ロック・リー
5. ナチュメロらんでぶー（DAY1） / YELL（DAY2）

### FAMIEN'23 e.p.
FAMIEN'23 e.p.は、2023年8月6日に配信限定でリリースされたEP。新曲「Summer Glitter」（FAMIEN'23 テーマソング）と、ファミえんでおなじみの楽曲「summer dejavu」「Family Complex」「サドンデス」をメンバー10人全員で新レコーディングした合計4曲が収録されている。全4曲のマスタリングをフランスのマスタリングエンジニア「chab」が担当した。
1. Summer Glitter
作詞・作曲：宇野水木 / Rico Sato / Hiddie / Rose Blueming / 奈良ひより / Ryo Ito、編曲：Rico Sato / Hiddie
新曲。2023年7月24日先行配信開始。
ファミえん2023 テーマソング
「リズミカルでグルーヴ感のあるビートにキラキラと抱く恋心を載せて歌う、メンバー総勢10名の個性がギュッと詰め込まれたサマーソング」「90年代の空気感を現代に昇華した、新しくも懐かしい進化系アイドルソング」と紹介されている[45]。
2. summer dejavu -2023-
作詞：BOO、作曲・編曲：大沢伸一
アップデート・ミックスを大沢伸一が担当
FAMIEN'16のテーマソング「summer dejavu」の2023年バージョン
3. Family Complex -2023-
作詞・作曲：岡崎体育、編曲：岡崎体育 / 野村陽一郎
2022年発表「Family Complex（中吉ver.）」に、岡崎体育が考案した新メンバー2名（桜井えまと仲村悠菜）分の歌詞を追加した2023年バージョン。「こくぼ」と「かしわぎ」（全員で歌う）のパートの間に「ゆな」「さくらい」のパートが追加されている。
4. サドンデス-FAMIEN 2023-
作詞・作曲・編曲：岡崎体育
「サドンデス」のファミえん2023バージョン（1日目に披露された演出と同じ）[46]

## 2024年
えびちゅう 夏のファミリー遠足 略してファミえん in 山中湖2024は、2024年8月17日・18日に山梨・山中湖交流プラザ きらら シアターひびきで開催されたファミえん。山中湖村でのファミえん開催は2014年の初回から数えて6回目となった。テーマソングは「いろはにODORYANSE」。
ライブ映像を収録したBlu-rayが2024年12月18日に発売された。初回生産限定盤（SEXL-301〜3）と通常盤（SEXL-304）があり、初回生産限定盤にはファミえんDAY2のみパフォーマンスしたライブ映像と「"私立恵比寿中学 15th Anniversary Tour 2024 〜the other side of indigo hour〜"FINAL＠NHK大阪ホール」のライブ映像を収録したBlu-ray2枚が付属する。

### FAMIEN'24 e.p.
FAMIEN'24 e.p.は、2024年8月17日にデジタルリリースされたEP。新曲「いろはにODORYANSE」（FAMIEN'24 テーマソング）と、「青春ソンビィィズ」「HOT UP!!!」の2024年バージョンの合計3曲が収録されている
1. いろはにODORYANSE
ファミえん2024テーマソング
楽しく踊って盛り上がれる夏のダンス・ナンバー
2. 青春ソンビィィズ -2024-
2022年リリースのアルバム『中吉』に収録された楽曲の2024年バージョン
3. HOT UP!!! -2024-
ファミえん2017テーマソング「HOT UP!!!」の2024年バージョン

## 2025年
FAMIEN 2025は、2025年8月16日・17日に山梨・山中湖交流プラザ きらら シアターひびきにて開催される予定のファミえんである。

### FAMIEN’25 e.p.?!〜これが最強♡仮契約のシンデレラ〜
『FAMIEN’25 e.p.?!〜これが最強♡仮契約のシンデレラ〜』は、2025年6月1日にSME Recordsから配信開始された配信限定ミニアルバムである。この配信ミニアルバムには「仮契約のシンデレラ」だけを「2025年」にかけて25バージョン収録されている。